# Compton (Metro de Los Ángeles)
Compton es una estación en la línea A del Metro de Los Ángeles y es administrada por la Autoridad de Transporte Metropolitano del Condado de Los Ángeles. Se encuentra localizada en Compton (California), entre Willowbrook Avenue y Compton Boulevard, justo al lado del centro comercial Renassiance Center Shopping Center.

## Conexiones de autobuses
- Metro Local: 51, 55 (entre 10 p. m. y 4 a. m.), 60 (madrugada), 125, 127, 128, 202
- Compton Renaissance Transit: 1, 2, 3, 4, 5
- Gardena Municipal Bus Lines: 3